# Nazz
Nazz es el primer álbum de la banda de los 60's (véase música de los 60'), The Nazz (véase también Todd Rundgren).

## Otros datos
- El sencillo "Hello It's Me" llegó a N.º 66 en el Pop Single Chart
- El disco es de género musical: Garage

## Lista de canciones
- "Open My Eyes" (Rundgren)
- "Back of Your Mind" (Rundgren)
- "See What You Can Be" (Rundgren)
- "Hello It's Me" (Rundgren)
- "Wildwood Blues" (Thom Mooney/Rundgren/Stewkey/Carson Van Osten)
- "If That's the Way You Feel" (Rundgren)
- "When I Get My Plane" (Rundgren)
- "Lemming Song" (Rundgren)
- "Crowded" (Mooney/Stewkey)
- "She's Goin' Down" (Rundgren)

- Datos: Q6983571